# 피트 콘래드

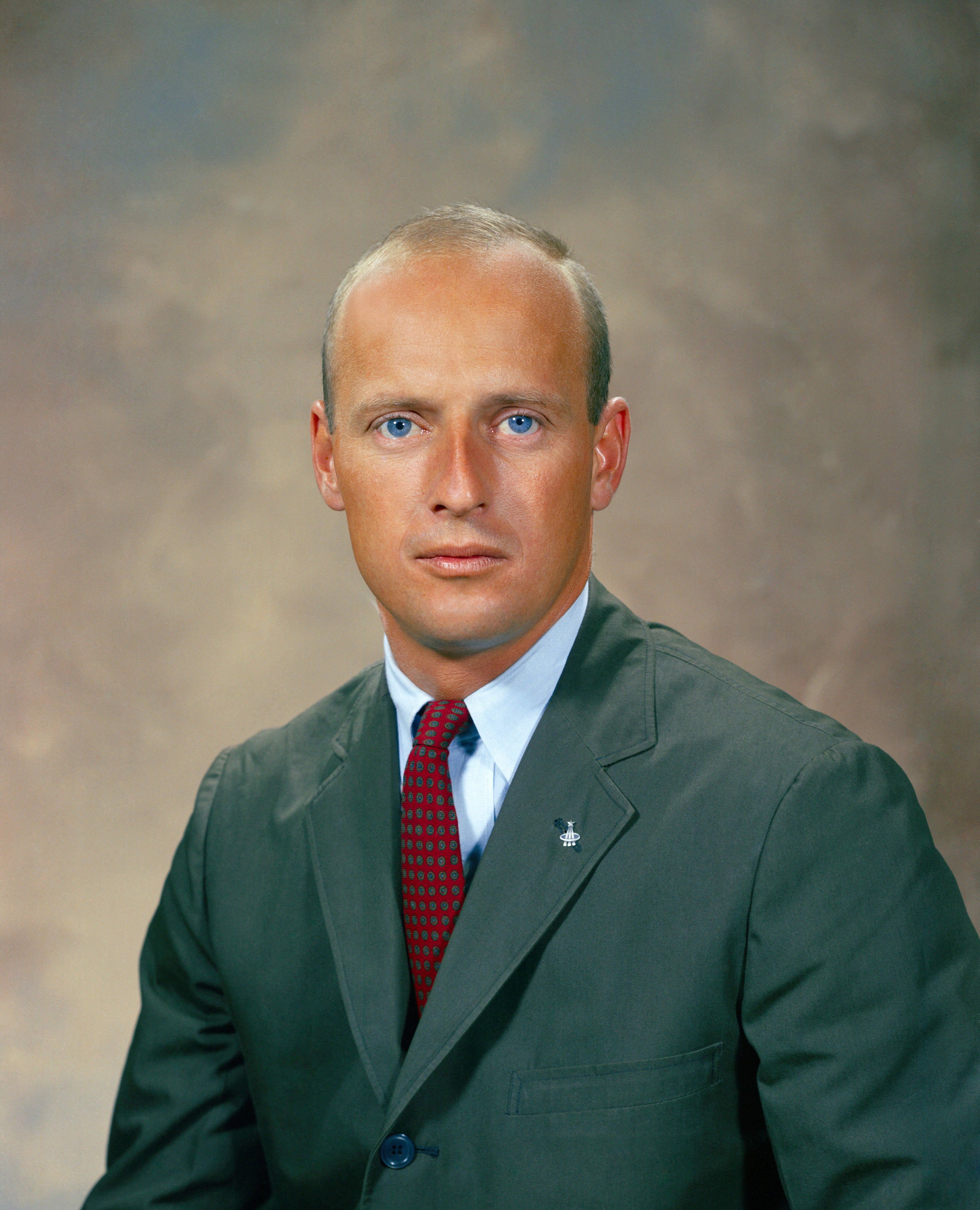

피트 콘래드(Pete Contrad, 본명: 찰스 "피트" 콘래드 주니어, Charles "Pete" Conrad Jr., 1930년 6월 2일 ~ 1999년 7월 8일)는 미국의 NASA 우주비행사, 항공우주공학자, 미국 해군, 테스트 파일럿이다. 아폴로 12호 우주선을 지휘했으며 달을 걸었던 3번째 인물이다.
1930년 6월 2일에 필라델피아에서 태어났다.
콘래드는 난독증을 앓았으며 프린스턴 대학교의 항공우주공학과에서 학사 학위를 받았다.
콘래드는 1973년 NASA와 해군에서 은퇴한 이후 American Television and Communications Company의 부사장이 되었다. 부사장 맥도넬 더글러스와 함께 일했다.